# Dimitri Jiriakov
Dimitri Jiriakov (* 8. November 1985 in Moskau) ist ein Liechtensteiner Radrennfahrer.
Dimitri Jiriakov gewann 2005 in Andorra die Goldmedaille im Strassenrennen der Spiele der kleinen Staaten von Europa und wurde im Zeitfahren Sechster. Im nächsten Jahr fuhr er für das Schweizer Continental Team Rufalex, in deren Trikot er Liechtensteiner Strassenradmeister wurde. 2007 verteidigte er seinen Titel im Strassenrennen und wurde auch nationaler Meister im Zeitfahren. 2008 fuhr Jiriakov für die Schweizer Mannschaft Stegcomputer-CKT-Cogeas und verteidigte seine Meistertitel aus dem Vorjahr.

## Erfolge
2005
- Europäischen Kleinstaatenspiele – Strassenrennen

2006
- Liechtensteiner Meister – Strassenrennen

2007
- Liechtensteiner Meister – Zeitfahren
- Liechtensteiner Meister – Strassenrennen

2008
- Liechtensteiner Meister – Zeitfahren
- Liechtensteiner Meister – Strassenrennen

## Teams
- 2006 Rufalex
- 2008 Stegcomputer-CKT-Cogeas